# Турбаслинская культура
Турбаслинская культура — археологическая культура V—VII веков н. э., расположена по левобережью среднего течения реки Белой, между устьями рек Сим и Чермасан. Выделена Н. А. Мажитовым по материалам раскопок Ново-Турбаслинского поселения и курганного могильника в Благовещенском районе РБ в 1957—1958 годах.

## Происхождение турбаслинцев
В. Ф. Генинг, Р. Д. Голдина отмечают угорские компоненты в материалах населения турбаслинской культуры и связывают их с пришедшими в Приуралье уграми из Западной Сибири и юга. К середине IV — V веку бакальское население, уступая северную лесостепь таёжным мигрантам карымской культуры, уходит южнее и западнее и сталкивается с носителями турбаслинской культуры.
Другие археологи, опираясь на установленную антропологами европеоидность «турбаслинцев» и сходство многих элементов их культуры с культурой кочевников восточноевропейских степей, связывают происхождение с поздними сарматами/аланами (А. Х. Пшеничнюк, Ф. А. Сунгатов, Е.С. Галкина). Среди сарматских этно-определяющих признаков - восточная (в отличие от праболгарской западной) ориентировка погребенных, деформация черепов (типично сарматская традиция), меловая подсыпка в могилах. Наконец, сарматской чертой был и обряд обезвреживания покойных – перемещение костей трупа, чтобы он
не смог покинуть могилу и потревожить живых.
Е. П. Казаков относит население турбаслинской археологической культуры к хионитам.
Н. А. Мажитов считает носителей турбаслинской культуры ближайшими предками древних башкир.
Современные исследователи (Сунгатов, 2002) полагают, что пришедшие из Сибири кушнаренковские племена вытеснили турбаслицев на запад в Поволжье.

## Материальная культура
Памятники культуры представлены неукрепленными поселениями (Ново-Турбаслинское, Улукулевское, Кушнаренковское и др.), городищами (Уфа II) и курганными могильниками. Население жило оседло в землянках. Из сельхозинвентаря обнаружены железные серпы и каменные жернова, что свидетельствует о ярок выраженном земледельческом характере. Захоронения представлены невысокими курганами. Особо почиталась лошадь. Имеются украшения из золота и янтаря.